# Le Berger des abeilles (téléfilm)

Le Berger des abeilles est un téléfilm français réalisé par Jean-Paul Le Chanois pour l'émission Cinéma 16, à partir du roman éponyme d'Armand Lanoux. Il fut diffusé les mercredi 24 novembre 1976 et samedi 18 février 1978 sur FR3.

## Résumé
Un homme revient à Perpignan sur les traces de son passé, et pour prendre des nouvelles. En mai 1943, il arrivait dans la région ne connaissant personne, un taxi-vélocipède l'amenait à l'hôtel Pons où personne ne l'attendait. Il explique que le bureau des prisonniers a réservé une chambre mais la propriétaire de l'hôtel l'envoie dans un café. Le patron du café lui propose de l'aider à passer la frontière. Mais tout ne se passe pas aussi facilement...

## Adaptation du roman
Dans le roman, Aimé Longhi revient prendre des nouvelles environ deux ans après, alors que dans ce téléfilm il arrive au moins une vingtaine d'années plus tard. Dans l'ensemble, le téléfilm est plus simple à comprendre. À l'origine Angélita était sa fiancée en 1938 alors que dans le film elle est la femme qui le secourt après l'attentat.

## Fiche Technique
- Réalisation : Jean-Paul Le Chanois
- Roman et Adaptation : Armand Lanoux
- Directeur de la photo : Marc Fossard
- Décors et Costumes : Michel Blaise et Jean-Jacques Toulout
- Musique : Jean-Fabien Gérard
- Cameraman : Jean-Claude Doche et Antoine Quilici
- Assistants réalisateurs : Alain Guadalpi, Francine Claudel
- Son : Yves Bezer
- Chargée de production : Céline Baruch
- Durée : 103 minutes

## Distribution
- Jean-Pierre Andréani : Aimé Longhi
- Rachel Salik : Angélita
- Maurice Sarfati : Puig (personnage inspiré par l'instituteur et maquisard René Horte)
- Mario Pilar : Numa, l'abbé
- William Sabatier : Capatas, le « berger des abeilles »
- Jean Topart : Lindauer
- Laurence Jyl : Alice
- Jeanne Gérard-Béraud : Solange Pons, propriétaire de l'hôtel à Perpignan
- Gérard Bailly : le vélo-taxi
- Jean Jacquet : Toreille, dit Poucette
- Richard Martin : le gorille
- Jean-Raymond Chico : Auguste, l'évadé
- André Cassan : Espérandieu
- Pierre Straglieti : Carlos
- Jean Malirach : Matar
- Marc-Michel Malfettes : Auriol
- Edmond Ardisson : Huerta, le barbier
- Claude Robin : Oms
- José Marconi : Laragouste
- Yves-Gérard Larroque : Antoine Vives, propriétaire de l'hôtel à Collioure
- François Robert : Fernand
- Pierre Gruisset : Sanyas
- Françoise Gaudry : la jeune fille
- Mireille Dalest : Armelle
- Tania Sourseva : la journaliste
- Guy Jacquet : Moreau, le photographe
- Henri Armillat : un gendarme
- Jacques Maury : un gendarme
- Claude Savy : l'employé des douches municipales
- Jean-Claude Biern : la chandelle.
- Jean-françois Martinez : employé de l'Hôtel pousse

## Vidéo
- (fr) Le Berger des abeilles sur le site de l'INA

## Sources
- Télé 7 jours, no 925 du 18 février 1978